# Station Voorschoten
Station Voorschoten is een spoorwegstation in het Zuid-Hollandse Voorschoten aan de spoorlijn Amsterdam - Leiden - Rotterdam (Oude Lijn).

## Geschiedenis
- Het eerste station van Voorschoten werd geopend op 1 mei 1843.
- In 1886 werd een nieuw stationsgebouw geopend, dit station werd gesloten op 17 september 1944.
- In 1969 werd station Voorschoten heropend, het oude stationsgebouw werd gesloopt en vervangen door een eenvoudig gebouwtje van het type sextant.
- Tussen 1973 en 1980 was de naam Voorschoten-Wassenaar, want Wassenaar heeft geen eigen station. De naam werd weer verkort tot Voorschoten toen bleek dat Wassenaar beter per bus vanaf Den Haag Centraal te bereiken was.
- In 1995 werd een nieuw station geopend naar een ontwerp van ir. J. Bak. Dit naar aanleiding van / vanwege de uitbreiding van twee naar vier sporen op het baanvak Leiden - Den Haag Mariahoeve.
- In 2011 werden op het station de OV-chipkaartpoortjes geplaatst.
- Op 4 april 2023 vond even ten zuidwesten van het station een ongeval plaats waarbij een dode en dertig gewonden te betreuren waren.

## Voorzieningen
Station Voorschoten biedt voor de reiziger enkele (onbeheerde) faciliteiten. Zo bevindt zich bij het station naast een ruime hoeveelheid parkeergelegenheid, een tweetal fietsenstallingen, waarbij fietskluizen en OV-fietsen te huren zijn. Voor mindervaliden bezit station Voorschoten een hellingbaan vanaf de aanrijplaats tot de lager gelegen stationsgang, en een lift om de perrons te bereiken. Daarnaast bezit elk perron een kleine (overdekte) wachtruimte.

## Treinen
Het station wordt in de dienstregeling 2025 door de volgende treinseries bediend:
| Serie | Treinsoort    | Route | Bijzonderheden                                                                        |
| ----- | ------------- | --- | ------------------------------------------------------------------------------------- |
| 4300  | Sprinter (NS) | Den Haag Centraal – Voorschoten – Leiden Centraal – Schiphol Airport – Amsterdam Zuid – Weesp – Almere Centrum – Almere Buiten – Almere Oostvaarders – Lelystad Centrum |                                                                                       |
| 6300  | Sprinter (NS) | (Den Haag Centraal – Voorschoten – ) Leiden Centraal – Heemstede-Aerdenhout – Haarlem                                                                                   | Rijdt na 20:00 uur en op vrijdag en in het weekend tussen Leiden Centraal en Haarlem. |

## Buslijnen
De volgende bussen stoppen op station Voorschoten:
| Lijn | Route                                                   | Via                                                                | Vervoerder | Soort      | Opmerkingen                       |
| ---- | ------------------------------------------------------- | ------------------------------------------------------------------ | ---------- | ---------- | --------------------------------- |
| 46   | Den Haag, Centraal Station - Wassenaar, Duinrell        | Voorburg, Leidschendam, Station Voorschoten, Van Oldenbarneveltweg | EBS        | Streekbus  | Rijdt niet na 19:30 uur.          |
| 55   | Voorschoten, Starrenburg - Voorhout, Station            | Station Voorschoten, Leiden Centraal Station, Oegstgeest           | Qbuzz      | streekBuzz |                                   |
| N2   | Den Haag, Centraal Station → Den Haag, Centraal Station | Voorburg, Leidschendam, Voorschoten, Wassenaar                     | HTM        | Nachtbus   | Alleen vrijdag- en zaterdagnacht. |

## Afbeeldingen

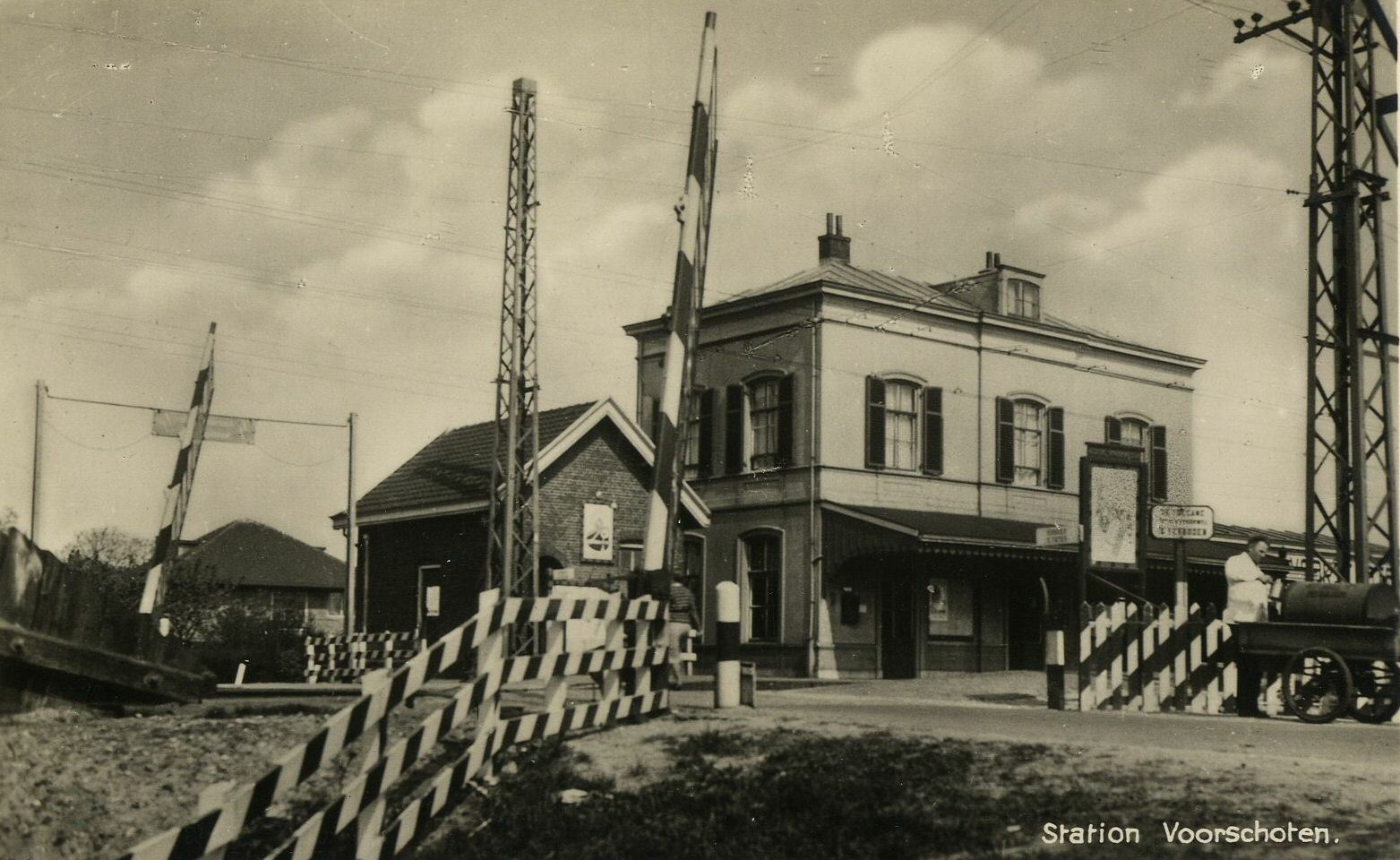
Station Voorschoten tussen 1930 en 1940
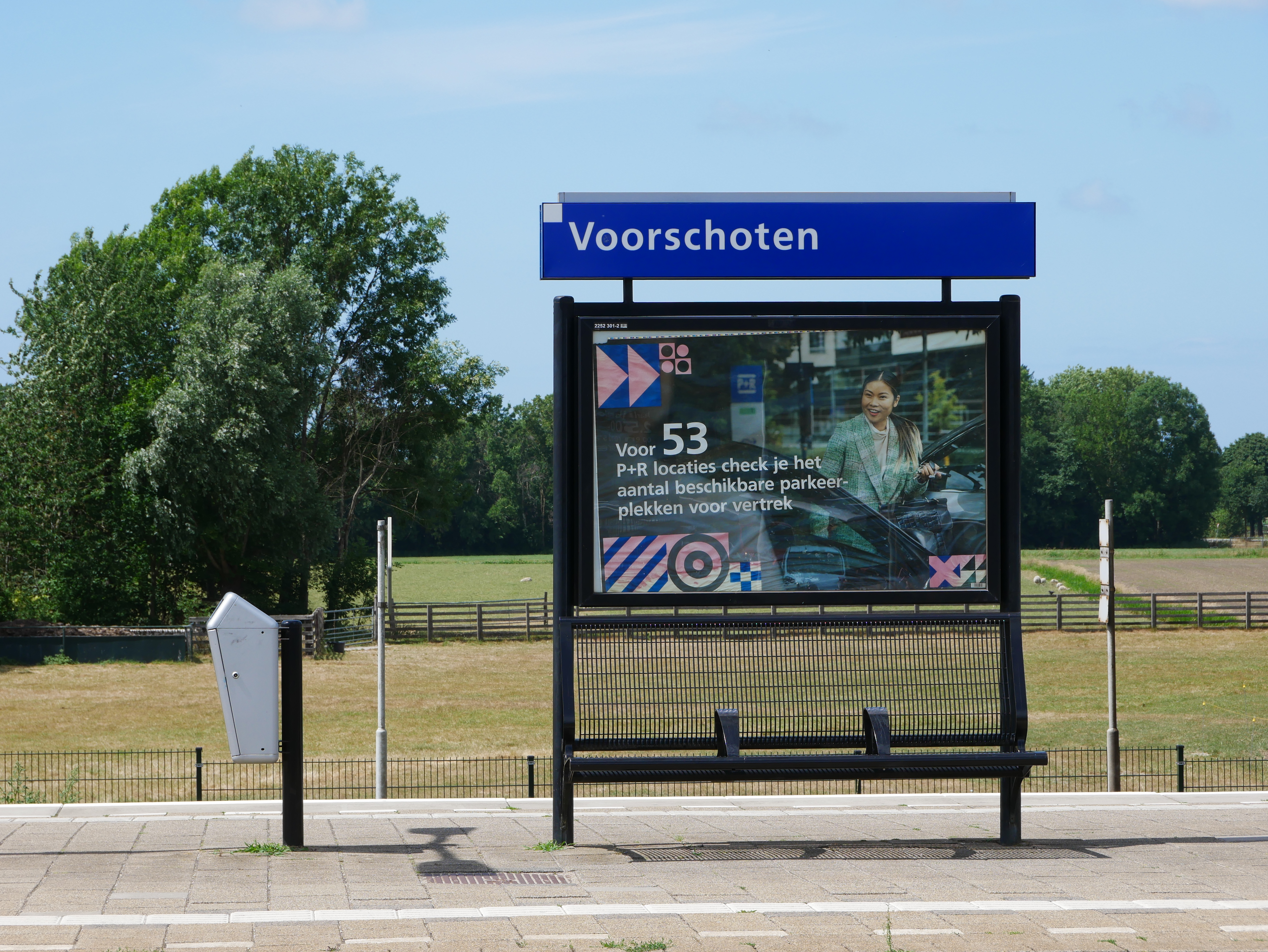
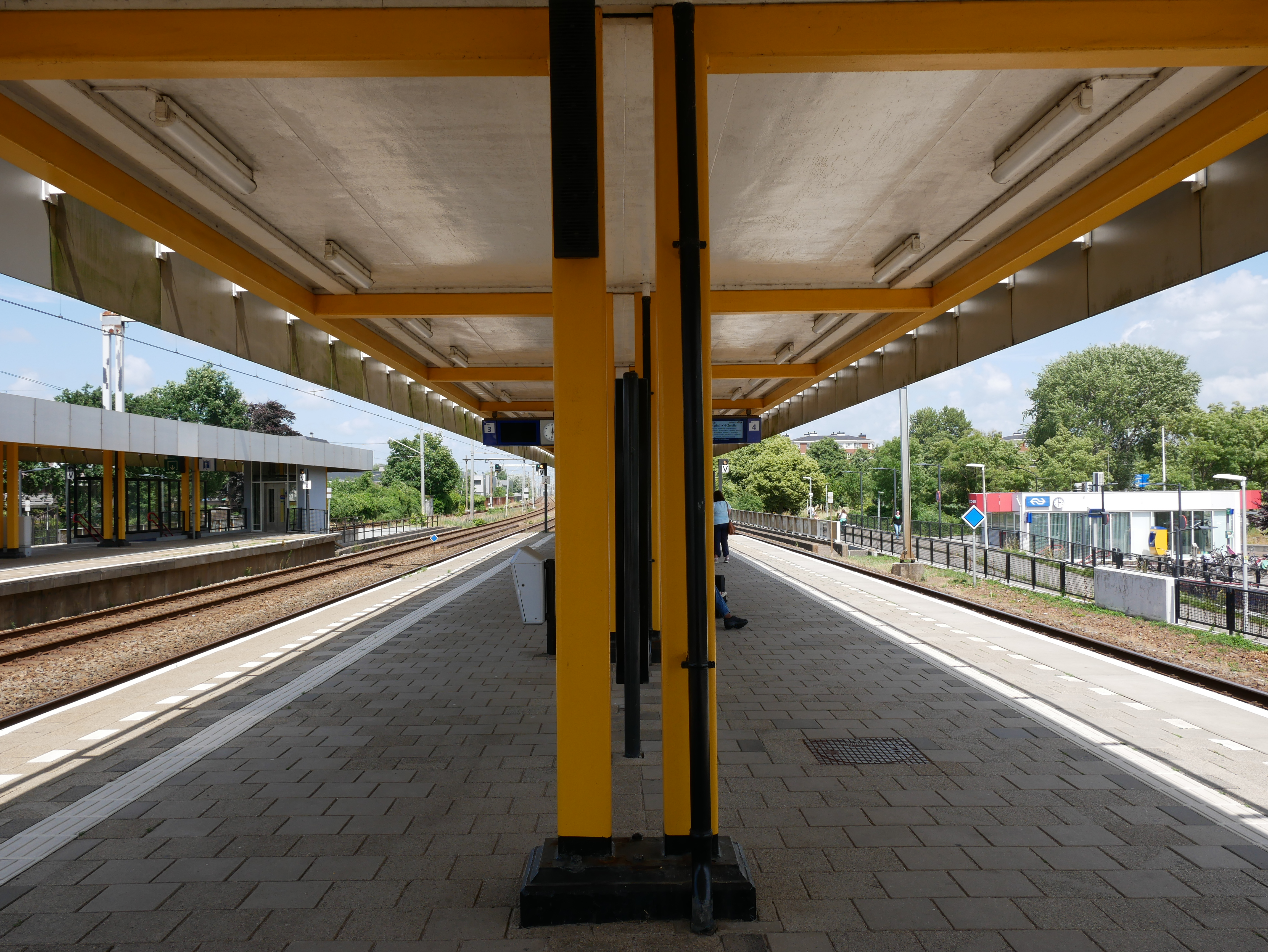
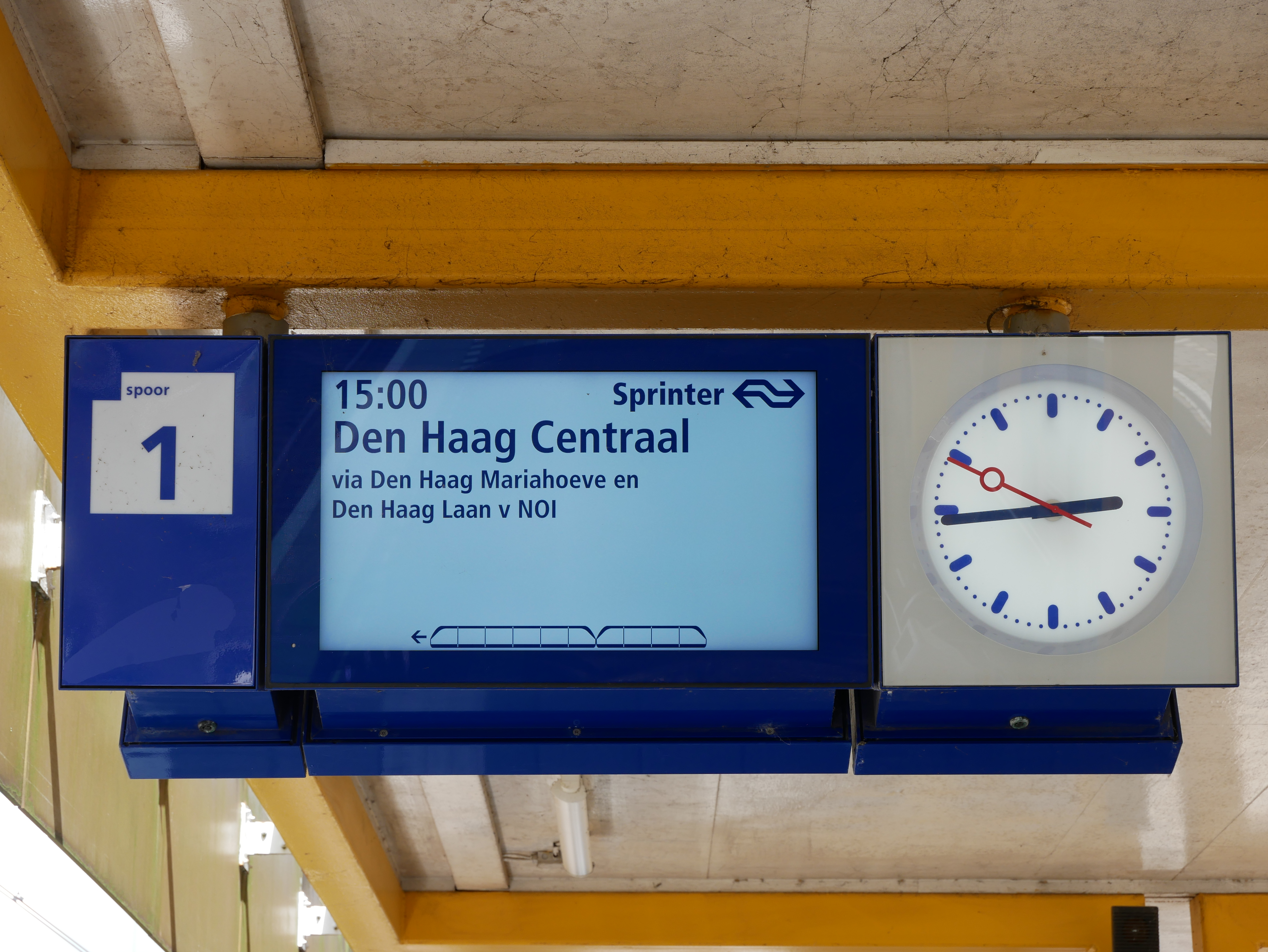
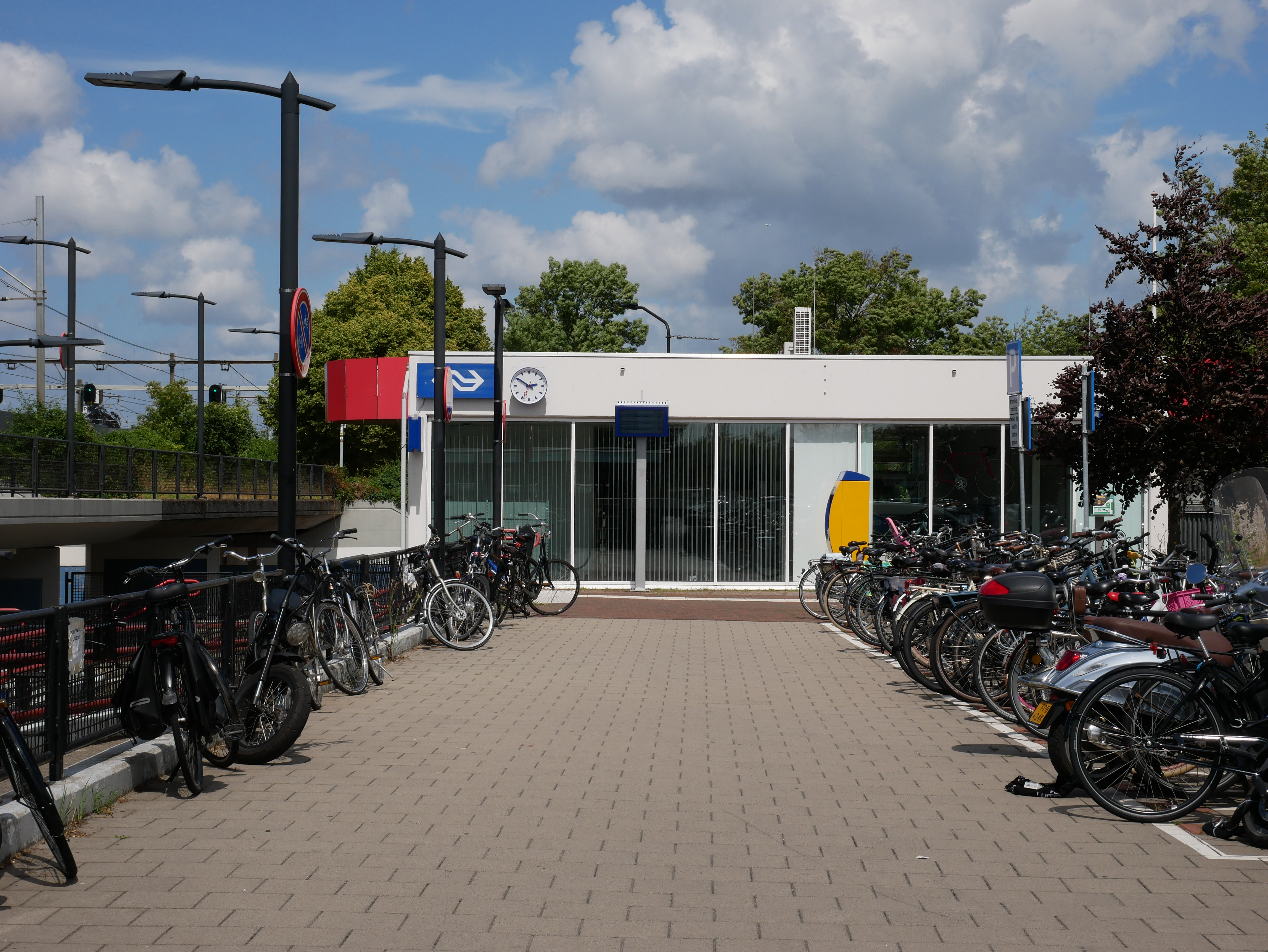
Stationsgebouw

## Ontwikkeling aantal reizigers
Het aantal door NS vervoerde reizigers (per gemiddelde werkdag) ontwikkelde zich sedert 2019 als volgt:
| Jaar | Aantal reizigers |
| ---- | ---------------- |
| 2019 | 3.639            |
| 2020 | 1.527            |
| 2021 | 1.492            |
| 2022 | 2.322            |
| 2023 | 2.839            |
| 2024 | 2.832            |

−1: Amsterdam Centraal ·
−1: Amsterdam Westerdok ·
0: Amsterdam Willemspoort ·
0: Amsterdam d'Eenhonderd Roe ·
3: Amsterdam Sloterdijk ·
9: Halfweg-Zwanenburg ·
14: Haarlem Spaarnwoude
17: Haarlem ·
21: Heemstede-Aerdenhout ·
25: Vogelenzang ·
28: Hillegom ·
30: Veenenburg ·
32: Lisse ·
36: Piet Gijzenbrug ·
38: Voorhout ·
41: Postbrug ·
42: Warmond ·
46: Leiden Centraal ·
48: De Vink ·
51: Voorschoten ·
54: Statistiek ·
57: Den Haag Mariahoeve ·
59: Den Haag Laan van NOI ·
61: Den Haag HS ·
63: Den Haag Moerwijk ·
65: Rijswijk ·
69: Delft ·
71: Delft Campus ·
77: Kethel ·
80: Schiedam Centrum ·
82: Beukelsdijk ·
84: Rotterdam Delftse Poort ·
84: Rotterdam Centraal
Alphen a/d Rijn ·
Arkel · 
Barendrecht · 
Bodegraven · 
Boskoop · 
-Snijdelwijk · 
Boven Hardinxveld · 
Capelle Schollevaar · 
De Vink · 
Delft · 
-Campus · 
Den Haag:
-Centraal · 
-HS ·
-Laan van NOI · 
-Mariahoeve · 
-Moerwijk · 
-Ypenburg · 
Dordrecht · 
-Stadspolders ·
-Zuid ·
Gorinchem · 
Gouda · 
-Goverwelle · 
Hardinxveld:
-Blauwe Zoom · 
-Giessendam · 
Hillegom · 
Lansingerland-Zoetermeer · 
Leiden:
-Centraal · 
-Lammenschans · 
Nieuwerkerk a/d IJssel · 
Rijswijk · 
Rotterdam:
-Alexander · 
-Blaak · 
-Centraal · 
-Lombardijen · 
-Noord · 
-Stadion · 
-Zuid · 
Sassenheim · 
Schiedam Centrum · 
Sliedrecht · 
-Baanhoek · 
Voorburg · 
Voorhout · 
Voorschoten ·
Waddinxveen · 
-Noord ·
-Triangel ·
Zoetermeer · 
-Oost · 
Zwijndrecht
Geplande stations:
Gorinchem Noord · Hazerswoude-Koudekerk · Schiedam Kethel
Voormalige stations: zie de lijst van voormalige spoorwegstations in Zuid-Holland